# Gené
Gené é uma ex-comuna francesa na região administrativa da Pays de la Loire, no departamento de Maine-et-Loire. Estendeu-se por uma área de 9,25 km². Em 2010 a comuna tinha 456 habitantes (densidade: 49,3 hab./km²).
Em 28 de dezembro de 2015 foi fundida com as comunas de Brain-sur-Longuenée, La Pouëze e Vern-d'Anjou para a criação da nova comuna de Erdre-en-Anjou.